# NGC 3249
NGC 3249 est une galaxie spirale située dans la constellation de la Machine pneumatique. NGC 3249 a été découverte par l'astronome britannique John Herschel en 1785.

## Caractéristiques
Sa vitesse par rapport au fond diffus cosmologique est de 3 728 ± 23 km/s, ce qui correspond à une distance de Hubble de 55,0 ± 3,9 Mpc (∼179 millions d'al).
À ce jour, une mesure non basée sur le décalage vers le rouge (redshift) donne une distance d'environ 44,800 Mpc (∼146 millions d'al). Cette valeur est  à l'extérieur mais compatible avec les valeurs de la distance de Hubble. Notons cependant que c'est avec la valeur moyenne des mesures indépendantes, lorsqu'elles existent, que la base de données NASA/IPAC calcule le diamètre d'une galaxie et qu'en conséquence le diamètre de NGC 3249 pourrait être d'environ 32,8 kpc (∼107 000 al) si on utilisait la distance de Hubble pour le calculer.
Aucune barre ni début de barre n'est visible sur l'image de cette galaxie. La classification du professeur Seligman semble correcte.
La classe de luminosité de NGC 3249 est III-IV et elle présente une large raie HI. Elle renferme également des régions d'hydrogène ionisé.

## Groupe de NGC 3281
La galaxie NGC 3249 fait partie du groupe de NGC 3281 qui compte au moins sept galaxies. Les six autres galaxies du groupe sont NGC 3257, NGC 3275, NGC 3281, ESO 375-26, ESO 375-62 et ESO 375-69